# Agabus debilipes
Agabus debilipes är en skalbaggsart som beskrevs av Régimbart 1899. Agabus debilipes ingår i släktet Agabus och familjen dykare. Inga underarter finns listade i Catalogue of Life.